# Yuri (cantante 1976)
Yuri, pseudonimo di Cha Hyun-ok (유리?; Seul, 14 dicembre 1976), è una cantante sudcoreana.
Dopo aver debuttato con il gruppo musicale Cool, ha formato nel 2006 un duo femminile di nome Girl Friends con l'amica Chae Rina. Da allora, tuttavia, Yuri è tornata con i coolper una riunione.

## Carriera
Yuri non era uno dei membri originali dei Cool, tuttavia vi fu inserita per la pubblicazione del secondo album studio del gruppo, come rimpiazzo della cantante Yu Chae-young. Da tale album in poi, la formazione della band è rimasta invariata. Nel 2004, tuttavia, furono riportate tensioni tra i membri del gruppo, per il quale lo stesso rischiava lo scioglimento. Esso, infatti, si sciolse dopo la pubblicazione del decimo album nel 2005.
Un anno dopo lo scioglimento dei Cool, Yuri ha annunciato la formazione di un nuovo due musicale insieme all'amica Chae Rina, ed il nuovo progetto avrebbe preso il nome di Girl Friends. Dopo essersi conosciute negli anni '90 durante le esibizioni con i rispettivi gruppi, le due avevano discusso la possibilità di formare un duo canoro già da circa 10 anni. Il primo album delle Girl Friends, Another Myself, è stato pubblicato nel 2006, preceduto dal singolo di debutto Maybe I Love You. Il secondo album, Addict 2 Times, ha seguito il primo nel tardo 2007.
Nel 2008, i Cool hanno annunciato un'imminente reunion. Yuri ha affermato, in un'intervista, che le mancavano le esibizioni dance che avevano segnato le sue estati, sebbene adesso avrebbe continuato a cantare anche come membro delle Girl Friends. I Cool, quindi, hanno pubblicato il loro undicesimo album nell'estate del 2009.
Yuri ha dato avvio al progetto di un negozio online, insieme all'amica Baek Ji Young.